# Gruey-lès-Surance
Gruey-lès-Surance è un comune francese di 255 abitanti situato nel dipartimento dei Vosgi nella regione del Grand Est.

## Società

### Evoluzione demografica
Abitanti censiti